# آریچوا (موکگوا)
آریچوا (به اسپانیایی: Arichuwa) یک کوه در پرو است که در منطقه موکگوا واقع شده‌است. آریچوا ۵٬۰۰۰ متر بالاتر از سطح دریا واقع شده‌است.